# J. D. Salinger
Jerome David „J.D.” Salinger (n. 1 ianuarie 1919, Manhattan, New York — d. 27 ianuarie 2010, Cornish, New Hampshire) a fost un scriitor american, cunoscut mai ales pentru romanul său De veghe în lanul de secară (en. The Catcher in the Rye, 1951) și firea solitară. Ultima sa lucrare publicată a fost scrisă în anul 1965, iar în 1980, autorul a acordat ultimul său interviu.

## Primii ani. Debutul
Salinger s-a născut în New York, ca fiu al unui tată evreu și al unei mame de origine irlandeză catolică. Și-a petrecut copilăria în Manhattan.
A început să scrie proză scurtă în timpul liceului, reușind să publice câteva scrieri la începutul anilor 1940, înainte de a fi recrutat în al Doilea Război Mondial. În această perioadă a publicat și două episoade din ceea ce avea să devină De veghe în lanul de secară: „Sunt nebun” și „Ușoară rebeliune în afara Madison-ului” (en. „Slight Rebellion Off Madison”).
A urmat Academia Militară Valley Forge din Pennsylvania, pe care se bazează descrierea școlii Pencey Prep din romanul De veghe în lanul de secară. A întrerupt scrisul câțiva ani pe durata celui de al Doilea Război Mondial, unde a fost martorul unor acțiuni din cele mai feroce lupte. Acestea l-au marcat emoțional profund și, mai târziu, a revenit asupra întâmplărilor de război în mai multe povestiri, cea mai remarcabilă fiind „Pentru Esme – cu dragoste și abjecție”, a cărei voce narativă aparține unui soldat traumatizat.

## Activitate
În 1948 publică în revista The New Yorker povestirea „O zi perfectă pentru peștele-banană”, ce s-a bucurat de aprecierea criticii. Salinger va continua să-și publice scrierile în The New Yorker. În 1951 apare romanul De veghe în lanul de secară, care înregistrează un succes la public imediat. Relatarea alienării adolescentine și a pierderii inocenței pentru protagonistul Holden Caulfield i-a marcat pe cititori, în special pe cei tineri. Cartea continuă să fie citită de un public numeros și să genereze controverse; în cursul unui an se vând aproximativ 250 000 de exemplare.
Succesul lui De veghe în lanul de secară l-a adus pe Salinger în atenția publicului; din acest motiv, scriitorul s-a izolat și a ales să publice noi scrieri într-un ritm mai rar. S-a mutat din New York în Cornish, New Hampshire, unde a continuat să scrie romane pe care nu le-a publicat. Pe cât posibil, a încercat să scape expunerii și atenției publice („Sentimentele de anonimat-obscuritate ale unui scriitor sunt (...) bunul cel mai de preț pe care îl primește cu împrumut”, spunea el). După De veghe... a urmat volumul Nouă povestiri (1953), apoi seria familei Glass, Franny și Zooey (1961, conținând o nuvelă și o povestire asupra diferentei dintre schizofrenie si crestinism) și Dulgheri, înălțați grinda acoperișului și Seymour: o prezentare (1963, două nuvele). Ultima sa lucrare publicată este nuvela „Hapworth 16, 1924”, apărută în The New Yorker în data de 19 iunie 1965.
Mai târziu, Salinger a avut parte de o atenție publică nedorită în mai multe momente, între care o acționare în judecată a biografului britanic Ian Hamilton (anii 1980) și apariția la finele anilor 1990 a memoriilor scrise de două persoane apropiate față de el: Joyce Maynard, o fostă iubită, și Margaret Salinger, fiica lui. Conflictul cu Hamilton a fost provocat de intenția acestuia de a publica o biografie incluzând scrisorile lui Salinger către prieteni și alți autori. Salinger l-a acționat în judecată pentru a opri publicarea cărții. În cele din urmă aceasta a fost publicată, cu conținutul parafrazat al scrisorilor; curtea a deliberat că, deși o persoană poate poseda o scrisoare din punct de vedere material, conținutul ei este proprietatea autorului. Un rezultat neintenționat al sentinței a fost că unele detalii ale vieții intime a lui Salinger – inclusiv faptul că a scris două romane și numeroase povestiri fără a le publica – au devenit cunoscute prin stenogramele procesului.
În 1996, o editură obscură a anunțat că negociase cu Salinger publicare povestirii „Hapworth 16, 1924” sub formă de carte, însă lansarea a fost ulterior amânată pe un termen nedefinit. Autorul a intrat din nou în atenția publică în iunie 2009, când l-a dat în judecată pe un scriitor pentru că a folosit un personaj din romanul De veghe în lanul de secară fără a respecta drepturile de autor.
Salinger a murit de bătrânețe pe data de 27 ianuarie 2010, în locuința sa din Cornish, New Hampshire.
După moartea sa, familia a anunțat că a găsit în seiful scriitorului in jur de 14 manuscrise de proză, unele continuând seria familiei Glass, pe care urmează să le tipărească.

## Opere în limba română
În anii 1990, Editura Univers a publicat romanele sale într-o serie de autor. Romanul De veghe în lanul de secară a fost reluat de Editura Polirom, în 2002. Ulterior, la Polirom au mai apărut: Nouă povestiri (2001), Dulgheri, înălțați grinda acoperișului și Seymour: o prezentare (2002) și Franny și Zooey (2002).